# Jinbeisaurus

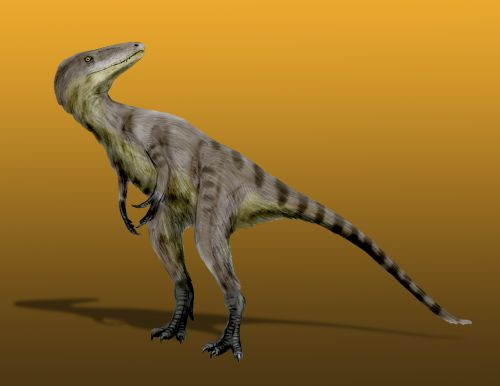
Blízce příbuzný rod Xiongguanlong - podobnou velikost a tvar těla měl pravděpodobně i Jinbeisaurus.

Jinbeisaurus ("ještěr z Ťin-pei/Jinbei") byl rod teropodního dravého dinosaura, žijícího v období svrchní křídy (asi před 95 až 72 miliony let) na území dnešní severovýchodní Číny (provincie Šan-si). Tento menší dravý dinosaurus patřil do nadčeledi Tyrannosauroidea a byl tak vzdáleným příbuzným pozdějších tyranosauridů (jako byl populární severoamerický druh Tyrannosaurus rex).

## Historie a popis
Fosilie tohoto dinosaury byly objeveny v roce 1983 v sedimentech souvrství Chuej-čchüan-pchu (Huiquanpu), formálně je však popsal až mezinárodní tým paleontologů koncem roku 2019. Fylogenetická analýza ukázala, že J. wangi byl vývojově vyspělejším druhem než severoamerický druh Suskityrannus hazelae nebo čínský Xiongguanlong baimoensis z provincie Kan-su.
Původně byly fosilie tohoto teropoda považovány za zkamenělé pozůstatky mláděte obřího tyranosaurida druhu Tarbosaurus bataar.